# أحمد عالمي الوالي
أحمد عالمي الوالي  (1982 المغرب) هو لاعب كرة قدم مغربي.

## روابط خارجية
- أحمد عالمي الوالي على موقع قاعدة بيانات كرة القدم.إي يو (الإنجليزية)